# Marino Biliškov
Marino Biliškov (Spalato, 17 marzo 1976) è un ex calciatore croato, di ruolo difensore.